# Beyond the Red Mirror
Beyond the Red Mirror é o décimo álbum de estúdio da banda alemã de power metal Blind Guardian, lançado em 30 de janeiro de 2015 pela Nuclear Blast. É o primeiro álbum da banda desde o ano de 2010, At the Edge of Time, marcando a maior distância entre dois álbuns de estúdio em sua carreira (sendo três dias mais de diferença do hiato entre A Night at the Opera de 2002 e A Twist in the Myth de 2006). É também seu primeiro álbum sem o ex-membro da sessão Oliver Holzwarth no baixo desde Imaginations from the Other Side de 1995, com Barend Courbois substituindo-o. "Twilight of the Gods" foi lançado como single para promover este álbum.
É um álbum conceitual e uma influência de Imaginations ao mesmo tempo, Beyond the Red Mirror foi descrito por Hansi Kürsch como "uma história entre a ficção científica e a fantasia. Os dois mundos descritos mudaram dramaticamente para o mau desde então. Enquanto existia várias passagens entre os mundos, só restava um portão: o Espelho Vermelho, que tem de ser encontrado a qualquer custo."

## Critical reception
Beyond the Red Mirror recebeu uma revisão positiva de Ray Van Horn, Jr. de Blabbermouth.net, que deu ao álbum uma avaliação de nove-e-um-metade de dez e estados, "Analisando seu décimo álbum Beyond the Red Mirror com os músicos alemães de power-symphonic, Blind Guardian lucrou após uma pausa com um esforço abrangente e mágico. Para o Beyond the Red Mirror, a banda trabalhou com três diferentes coros mundiais de Budapeste, Praga e Boston, juntamente com duas orquestras em grande escala com 90 membros cada um. Os resultados são tão memoráveis como a banda pretendia, dando uma peça de ficção científica e fantasia em alusão ao seu álbum de 1995, Imaginations from the Other Side."

## Lista de faixas
Todas as letras escritas por Kürsch, todas as músicas compostas por André Olbrich and Hansi Kürsch, exceto onde é indicado.
| I. The Cleansing of the Promised Land |                        |         |  |
| N.º                                   | Título                 | Duração |  |
| 1.                                    | "The Ninth Wave"       | 9:28    |  |
| 2.                                    | "Twilight of the Gods" | 4:50    |  |

| II. The Awakening |                       |         |  |
| N.º               | Título                | Duração |  |
| 3.                | "Prophecies"          | 5:26    |  |
| 4.                | "At the Edge of Time" | 6:54    |  |

| III. Disturbance in the Here and Now |                     |         |  |
| N.º                                  | Título              | Duração |  |
| 5.                                   | "Ashes of Eternity" | 5:39    |  |
| 6.                                   | "The Holy Grail"    | 5:59    |  |

| IV. The Descending of the Nine |              |         |  |
| N.º                            | Título       | Duração |  |
| 7.                             | "The Throne" | 7:54    |  |

| V. The Fallen and the Chosen One |                   |         |  |
| N.º                              | Título            | Duração |  |
| 8.                               | "Sacred Mind"     | 6:22    |  |
| 9.                               | "Miracle Machine" | 3:03    |  |

| VI. Beyond the Red Mirror |                |         |  |
| N.º                       | Título         | Duração |  |
| 10.                       | "Grand Parade" | 9:28    |  |

### Faixas bônus limitadas, vinil, e versões earbook
"Chapter IV. The Mirror Speaks", o qual contém apenas uma faixa, "Distant Memories", foi posto entre as duas faixas "Chapter III. Disturbance in the Here and Now". Isso porque a segunda faixa desse capítulo, "The Holy Grail", termina em um novo capítulo, "V. Disturbance in the Here and Now (Reprise)". "Chapter IX. Damnation", o qual contém apenas uma faixa, "Doom", simplesmente como um capítulo epílogo de bônus.

Algumas cópias do earbook vieram com um disco de vinil bônus, contendo versões alternativas de duas faixas de álbuns.
| IV. The Mirror Speaks |                    |         |  |
| N.º                   | Título             | Duração |  |
| 6.                    | "Distant Memories" | 5:51    |  |

| IX. Damnation |        |         |  |
| N.º           | Título | Duração |  |
| 12.           | "Doom" | 5:48    |  |

| Bonus 10" vinyl single |                                    |         |  |
| N.º                    | Título                             | Duração |  |
| 1.                     | "Grand Parade" (Alternate Version) | 9:26    |  |
| 2.                     | "Miracle Machine" (Alternate Mix)  | 3:04    |  |

## Elenco
Blind Guardian
- Hansi Kürsch – guitarra solo e vocal de apoio
- André Olbrich – guitarra solo, guitarra base e guitarra acústica
- Marcus Siepen – guitarra base
- Frederik Ehmke – bateria, percussão

Pessoal adicional
- Barend Courbois – guitarra base
- Michael Schüren – piano
- Mattias Ulmer – teclado, piano
- Thomas Hackmann, William "Billy" King, Olaf Senkbeil – A companhia do coro
- Charlie Bauerfeind – produção
- Felipe Machado Franco – Obras de capa e brochura

Orquestras
- Hungarian Studio Orchestra Budapest (Peter Pejtsik – maestro)
- FILMharmonic Orchestra Prague (Adam Klemens – maestro)

Coros
- Hungarian Studio Choir Budapest (Peter Pejtsik – maestro)
- FILMharmonic Choir Prague (Stanislav Mistr – maestro)
- Vox Futura Choir Boston (Andrew Shenton – maestro)

## Desempenho do gráfico

### Gráfico semanal
| Gráfico (2015)                        | Melhor posição |
| ------------------------------------- | -------------- |
| Áustria (Ö3 Austria Top 40)           | 8              |
| Bélgica (Ultratop Flandres)           | 84             |
| Bélgica (Ultratop Valônia)            | 118            |
| Finlândia (Suomen virallinen lista)   | 14             |
| França (SNEP)                         | 72             |
| Alemanha (Offizielle Deutsche Charts) | 4              |
| Italian Albums (FIMI)                 | 36             |
| Japão (Oricon)                        | 45             |
| Espanha (PROMUSICAE)                  | 31             |
| Suécia (Sverigetopplistan)            | 34             |
| Suíça (Schweizer Hitparade)           | 10             |